# Агим Нухиу
Агим Нухиу (на македонска литературна норма: Агим Нухиу; на албански: Agim Nuhiu) е юрист и политик от Северна Македония от албански произход.

## Биография
Роден е на 24 август 1977 година в тетовското село Слатино. През 2001 година завършва Правния факултет на Университета в Тетово. От 2005 до 2007 година учи гражданско право в Тиранския университет, а от 2001 до 2008 година също гражданско право в Прищинския университет. През 2013 година защитава докторска дисертация по право към Тиранския университет. Между 2002 и 2004 година е член на Сената на Университета в Тетово. След това е вицепрезидент на Борда на директорите на Института за защита на здравето в Тетово (2002 – 2007), член на комисията за правни и законови въпроси на Община Теярце (2002 – 2008), декан по изследванията на Правния факултет на Университета в Тетово, изпълняващ длъжността декан на Правния факултет (2009 – 2010), член на Надзорния съвет за прилагане на Охридския рамков договор (2011), декан по научната част на Правния факултет на Държавния университет в Тетово (2015). Редактор е на Международното научно списание за правни въпроси „Ulpianus“, Сдружение на албанците адвокати в Македония.
От 29 декември 2016 година до 31 май 2017 година е министър на вътрешните работи на Република Македония, като по този начин става първият албанец на този пост.